# Пил, Джон
Джон Пил (англ. John Peel, настоящее имя Джон Ро́берт Па́ркер Ре́йвенскрофт, англ. John Robert Parker Ravenscroft; 30 августа 1939, Ливерпуль — 25 октября 2004, Куско, Перу) — британский радиоведущий (радио Би-би-си) и диск-жокей, кавалер Ордена Британской Империи (OBE), один из самых авторитетных экспертов в области современной музыки, оказавший огромное влияние на сам ход её развития. На Radio 1 в конце 1960-х годов Джон Пил принимал и записывал таких гостей как Джими Хендрикс, Сид Барретт, Капитан Бифхарт. Он записал радиоконцерты множества прежде неизвестных музыкантов, которым впоследствии суждено было достичь огромного успеха: Led Zeppelin, Pink Floyd, Дэвид Боуи, T.Rex, Siouxsie & the Banshees, Joy Division, The Clash, The Cure, Nirvana, Smashing Pumpkins, The White Stripes, Carcass и многие другие, таким образом, дав толчок к развитию их карьеры. В его эфире звучала очень разнообразная музыка, от рок-н-ролла, панк-рока и метала до этники и техно.
Он никогда не руководствовался музыкальными предпочтениями широких масс или тенденциями в мире шоу-бизнеса, соблюдая «баланс между вещами, про которые знаешь, что они людям нравятся, и вещами, про которые думаешь, что они понравятся публике». Ему постоянно удавалось открывать новые таланты и направления в музыке, и первым их транслировать. Джон Пил делал эксклюзивные передачи, в том числе для BBC World Service, VPRO Radio3 в Нидерландах, Radio Eins' в Германии, Hitradio Ö3 в Австрии, Radio Mafia в Хельсинки.

## Ранние годы
Джон Пил родился 30 августа 1939 года в городе Хесуолле под Ливерпулем (графство Чешир) в семье состоятельного торговца хлопком. В 13 лет его направили в престижный закрытый интернат Shrewsbury School в Шропшире где, сторонясь сверстников и избегая спортивных мероприятий, он предпочитал проводить время в библиотеке с проигрывателем и пластинками при сознательном попустительстве директора школы, преподобного Х. Дж. Брука («Лучший человек, которого я когда-либо встречал в своей жизни», — позже говорил о нём Пил). «Не исключено, что Джон когда-нибудь сделает себе какую-нибудь кошмарную карьеру на этом своем увлечении невыносимыми пластинками и склонности к сочинению многословных эссе», — эта пророческая запись позже была найдена среди ежегодных школьных отчётов Брука.
Отслужив три года в британских Вооружённых силах, Джон отправился в Соединённые Штаты, где (чтобы произвести впечатление на родственников) проработал год на далласской хлопковой бирже, делая вид, будто «изучает рынок», но на самом деле скрупулёзно изучал рок-н-ролл, который в тех краях считался «выдумкой дьявола, призванной развратить американских детей».
Свой первый опыт работы диджеем Джон получил на далласской станции WRRR, где ему не заплатили ни пенни. По мере того, как битломания распространялась по Штатам, определённую популярность стал обретать и он со своим ливерпульским произношением. На далласской радиостанции KLIF Джон Рэйвенскрофт стал «экспертом по Beatles», хотя, по собственному признанию, знал о них в тот момент очень мало. В 1964 году он переехал в Оклахому и поступил на работу в KOMA, где провел полтора года. Здесь он женился на местной девушке, Ширли Энн Милюберн (с которой развелся в 1971) и произвел первое изменение в фамилии, опустив «с» в середине. «По-видимому, американцы считали, что в Ravenscroft слишком много букв, чтобы нормальный человек мог их всех запомнить», — так объяснял он этот свой первый шаг по превращению в «Пи́ла». Следующим местом работы стала для него станция KMEN в Сан-Бернардино, Калифорния, где он окончательно отказался следовать негласным правилам тогдашнего диджея и быстро превратился в радио-новатора, которого несколько лет спустя узнала Британия и весь мир. Способствовала тому сама атмосфера в Сан-Бернардино: Пил, оказавшись в эпицентре разраставшегося движения хиппи, окончательно перестал обращать внимание на официальные чарты и заиграл музыку The Doors, Love, Butterfield Blues Band и Jefferson Airplane. Когда появились слухи о том, что на радиостанцию готовит облаву местный шериф, быстро собрал вещи и улетел в Англию, где в марте 1967 года стал диджеем плавучей пиратской радиостанции Radio London.

## 1967—1969
На Би-би-си в те годы царствовали оркестры и эстрадный поп; кроме того, (согласно требованиям профсоюза музыкантов, заботившихся о своих заработках) время (так называемое «Needle Time»), отведённое на трансляцию концертных записей, было строго ограничено. Программа «The Perfumed Garden», которую вел Джон (окончательно — и к этому времени уже из соображений безопасности — перешедший на псевдоним, Пил), являла собой радикальную альтернативу официозу. Здесь не было мейнстримовой музыки, звучал исключительно андеграунд (Tyrannosaurus Rex, Капитан Бифхарт, Fairport Convention), альбомы проигрывались иногда в полном объёме (что было на Би-би-си немыслимо), звучала поэзия, зачитывались статьи из уличной прессы, откровенно обсуждались вопросы политической и общественной жизни. Шесть месяцев, проведённых в трёх милях от берега на борту корабля под названием Wonderful Radio London, стали поворотными в судьбе Джона Пила: он приобрел огромную культовую популярность, выработав и отшлифовав собственный, ненавязчивый стиль общения с аудиторией, резко отличавшийся от шумной манеры ведения, каковой злоупотребляли коллеги — Кенни Эверетт или Тони Блэкберн. Наконец, 14 августа 1967 года Radio London под угрозой судебных преследований закрылась. Но уже месяц спустя на BBC была создана своя круглосуточно вещавшая музыкальная станция, BBC Radio 1, и Джон Пил был туда приглашен.
Программа Джона Пила Top Gear (которую он вел на пару с ещё одним «выпускником» Radio London Питом Драммондом) впервые вышла в эфир в 2 часа ночи 1 октября 1967 года. Пил, анонсировав концертные сессии известных андерграундных групп, тут же вошел в конфликт с начальством, но на его сторону встал продюсер программы Берни Эндрюс. Вскоре в Top Gear прозвучала «живая» музыка в исполнении Pink Floyd, Дэвид Боуи, Капитана Бифхарта, Bonzo Dog Doo-Dah Band и многих других исполнителей, которым прежде путь на радио был заказан. Так было положено начало историческому феномену, известному как Peel Sessions. Дэвид Боуи говорил, что после того, как Би-би-си в 1965 году отвергла его с вердиктом: «…берет неверные ноты», именно Джон тремя годами позже дал ему в своей программе второй шанс, а «…с ним — и возможность брать неверные ноты всю оставшуюся жизнь».
Едва Джон Пил оказался в Буш-хаусе, как популярность его стала расти стремительно: в свободное от основной работы время он писал статьи, вел колонки в газетах, оставлял заметки на обложках своих любимых исполнителей. В январе 1968 года Пила пригласили ведущим в новую программу «Night Ride», которая выходила в эфир в час ночи каждую среду и по стилю была аналогична «Perfume Garden». «Это первая из серии программ, где вы сможете услышать, что угодно», — объявил он в первую же ночь, и слово сдержал. В числе его гостей были Джон и Йоко: они принесли в студию плёнку с записью утробного сердцебиения своего первенца, и Пил поставил её в прямой эфир. Скандал на Даунинг-стрит вызвал эпизод, когда в разгар диспута о венерических болезнях Пил беззаботным тоном заметил, что некогда переболел этим сам, и призвал к организации просветительской работы среди подростков на эту тему.

## 1968—1973
В 1968 году Джон Пил впервые появился на телевидении, после чего стал регулярно приглашаться в качестве эксперта по музыке, поэзии и современному искусству в радикальную программу «How It Is». Как-то раз он обратил внимание на необычайно привлекательную и оживлённую девушку в аудитории. Шейла Гилхоли лишь шесть лет спустя стала второй женой Джона Пила, но с момента первого же знакомства она разделила с музыкой право считаться «главной страстью всей его жизни».
В 1969 Эндрюса в программе «Top Gear» заменил Джон Уолтерс: их радиопартнерство с Пилом длилось последующие 20 лет. Летом того же года Джон согласился в качестве водителя (взятого напрокат Mini) сопровождать Капитана Бифхарта в его британском турне. Бифхарт оставался близким другом Джона всю жизнь. Не удовлетворившись просто знакомством с многочисленными рок-звездами, Пил в 1969 году образовал собственную компанию звукозаписи Dandelion Records, названную в честь одного из его ручных хомячков. За три года существования лейбла 18 исполнителей (в числе которых был Джин Винсент) выпустили здесь 27 альбомов и один сборник. Единственным хитом Dandelion стал сингл Medicine Head «Pictures in the Sky».
В начале 70-х годов популярность Top Gear продолжала расти: в числе тех, кто записался для Peel Sessions, были Led Zeppelin, Deep Purple, Fleetwood Mac, Jethro Tull, Элтон Джон, Джони Митчелл, Soft Machine, Джо Кокер, The Faces, Genesis и Free. В июле 1971 года Пил оказался в числе участников самого первого фестиваля в Гластонбери (тогда называвшегося Glastonbury Fayre). В октябре того же года он появился в программе Top of the Pops, где по просьбе приятелей, Рода Стюарта и Ронни Вуда, присел за мандолину во время исполнения «Maggie May». Выступление The Faces и Джона Пила завершилось небольшим футбольным матчем прямо на сцене. К февралю 1972 года двухчасовая программа «Top Gear» выходила уже дважды в неделю: по средам и пятницам, начиная с 22 часов.
В 1973 году Джон Пил проиграл от начала и до конца в своём эфире Tubular Bells Майкла Олдфилда, что и послужило толчком, поднявшим альбом на первое место в Британии. «Если бы ты, Джон, не вознес за один вечер Майкла Олдфилда к славе, компания Virgin просто бы не родилась», — заявил Ричард Брэнсон, обращаясь к Джону в юбилейной программе «It’s Your Life».

## 1974—1979
31 августа 1974 года в лондонском Риджентс-парке прошла церемония бракосочетания Джона и Шейлы. Другом жениха выступил Род Стюарт. Джон был одет в цвета футбольного клуба «Ливерпуль», а музыкальным сопровождением служила «You’ll Never Walk Alone». До самых последних дней Шейла оставалась для него самым важным человеком в жизни. Каждый из их четырёх детей (выросших в коттедже Стоумаркет в Саффолке) получил замысловатое имя, так или иначе связанное с историей «Ливерпуля»: Уильям Роберт Энфилд, Александра Мэй Энфилд, Томас Джеймс Далглиш и Флоренс Шенкли. Кенни Далглиш позже от всего клуба выразил Пилу самую теплую благодарность за эту поддержку.
В 1976 году панк-рок впервые зазвучал на британском радио — благодаря Джону Пилу. Все началось с «Judy Is A Punk», дебютного релиза Ramones, за которым последовал «Blitzkrieg Bop». Стремительным ростом популярности новый жанр во многом обязан Пилу, который стал его увлечённым проповедником: прог- и авангард-рок в его плей-листе почти сошли на нет, уступив место The Sex Pistols, The Clash, The Damned, Buzzcocks, Siouxsie & The Banshees. Пил говорил, что панк оказал на развитие британской культуры большее влияние, чем любой другой музыкальный жанр, и что Ramones в самый первый раз потрясли его не меньше, чем в конце 50-х годов — Элвис Пресли.
Пил насмешливо отзывался о лидерах панк-рока, Sex Pistols (которые, по его словам, «…были сфабрикованы подобно The Monkees») или The Clash («…они подписались к CBS и выпустили пластинку, ругавшую CBS, что показалось мне верхом абсурда…»), но поддерживал панк на «корневом», пригородном уровне, считая, что из ведущих групп ближе других к последнему были The Damned.
Сильнейшее впечатление произвел на Джона сингл «Teenage Kicks» тогда ещё никому не известного ольстерского ансамбля The Undertones. Услышав его в первый раз в сентябре 1978 года, он проиграл его в своей программе два раза подряд, и потом всю жизнь называл песню самой любимой.
В канун Рождества 1976 года в эфире впервые прозвучал его список «Festive 50». Поначалу Пил и не предполагал, что этот чарт станет ежегодным итоговым событием: он просто захотел дать слушателю возможность проголосовать за любимые вещи — вне зависимости от года выпуска (отсюда появление в первом выпуске The Beatles, The Doors и Джими Хендрикса). Программа стала регулярной, и начиная с 1982 года в список стали включаться только релизы уходящего года.

## 1980—1990
В 80-х годах Пил, по-прежнему, отдавая предпочтение самой радикальной музыке, продолжал открывать новые имена в иных жанрах (UB40, Simple Minds, Bauhaus, Pulp, The Cure, Cocteau Twins и др.) свой плей-лист делая всё более эклектичным. Именно благодаря ему на Би-би-си стала регулярно звучать музыка реггей. Как ни странно, все это не помешало Пилу стать одним из ведущих Top of the Pops, где звучала музыка, никак не соответствовавшая его идеалам. Относясь с иронией к этому своему «побочному проекту» (и с подкупающей прямотой подтрунивая над некоторыми своими именитыми гостями), Пил продолжать открывать новых звезд андеграунда. Однажды его продюсер Джон Уолтерс побывал на манчестерском выступлении странной группы, вокалист которой имел обыкновение осыпать зрителей первых рядов увядшими нарциссами. Так были обнаружены The Smiths: свою первую сессию для Пила они записали в сентябре 1983 года, причем Джонни Марр (в виду недостатка материала) написал «This Charming Man» специально для этого случая. Однажды Пилу сослужила добрую службу обратная связь: прочный контакт со слушателем. Пил заметил мимоходом в прямом эфире, что голоден — вскоре в студии Maida Vale появился парень с демопленкой и котелком карри. Билли Брэгг был вознагражден за сообразительность немедленной возможностью записаться. В числе исполнителей, ставших личными друзьями Пила, был также Дэвид Гедж, вокалист The Wedding Present. Последний говорил, что никогда не забудет как, в тот вечер, когда он, вокалист никому не известной группы, прибыл на дискотеку в Эксли, чтобы передать Пилу свои демопленки, последний больше всего был озабочен тем, как ему, Геджу, добраться домой, потому что поезда уже не ходили, и в конечном итоге сам отвез того на машине из Ливерпуля в Лидс. «Пил, несомненно, великий радиоведущий и важнейшая фигура в британской культуре… Но для меня он в самую первую очередь — потрясающий человек», — позже говорил Дэвид Гедж.

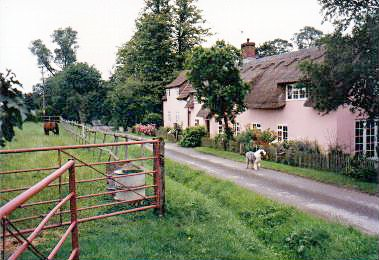
Peel Acres: дом Джона и Шейлы в Саффолке

В 1986 году Джон сумел, наконец, развязаться с Top Of The Pops, где всегда чувствовал себя неуютно (хотя в 90-х годах он сюда возвращался). Более того, он перестал появляться на ТВ — лишь в середине 90-х его можно было увидеть в репортажах о фестивале в Гластонбери. Тем временем активное исследование новых пластов рок-андеграунда продолжалось: Пил открыл британской и мировой аудитории валлийские инди-группы, затем документировал грайндкор-движение, которое в тот момент возглавляли Napalm Death и Carcass. После того, как в 1988 году программу Пила сдвинули на полтора часа назад, численность его британской аудитории удвоилась. В 1989 году друзья организовали красочное празднование 50-летия Джона Пила в лондонском Subterranea Club, где, в числе прочих, выступили The Fall и The Wedding Present. Джону вручили специальную награду — «Приличному парню» («A Decent Bloke»), которую он принял со слезами на глазах. Программы Пила по-прежнему служили образцом радиофутуризма: главными их героями в конце десятилетия были The Happy Mondays, The Stone Roses, The Inspiral Carpets, The Pixies, Tad, Mudhoney, James, Моррисси, 808 State, The Senseless Things, Jesus Jones, New Order и только появившаяся Nirvana.
Свою первую радио-сессию группа записала у Пила в 1989 году и потом дважды появилась у него в течение двух следующих лет.

## 1991—2004
В 1991 году Пил реализовал главную (как сам утверждал он с самоиронией) жизненную амбицию: появился в телесериале «Арчеры» в роли себя самого. В начале 1990-х годов на Би-би-си началось массовое сокращение музыкальных ведущих. Жертвами его стали Боб Харрис, Томми Вэнс, Алан Фриман, Джонни Уокер, Саймон Бэйтс и Дэйв Ли Трэвис (который произнёс знаменитую тираду протеста в прямом эфире). Последним из могикан старой гвардии здесь так и остался Джон Пил. Несмотря на очевидную принадлежность «старой школе», Пил с удовольствием сотрудничал с молодыми коллегами: в числе которых были Стив Ламак и Мэри Энн Хоббс. Для последней он стал своего рода «крёстным отцом», и та в его 65 день рождения преподнесла Пилу неоновый знак с надписью: «Dream Dad» («Отец моей мечты»).
В 1998 году Джона пригласили курировать престижный Meltdown Festival: двухнедельный праздник современного искусства в широком смысле слова, центральной ареной которого стал лондонский Royal Festival Hall. Проведение фестиваля совпало с Чемпионатом мира по футболу во Франции (из-за чего Gorky's Zygotic Mynci вынуждены были ждать до 11 вечера — и выступить уже после того, как Англия проиграла Аргентине). Тем не менее, Джон был рад уже тому, что гол забил Майкл Оуэн из «Ливерпуля».

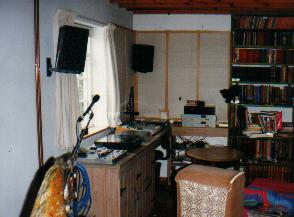
Домашняя студия Джона Пила

В 1998 году Пил начал качественно новый проект: «Home Truths» на Radio 4. Его главным условием было — полное отсутствие каких бы то ни было знаменитостей: реальные жизненные истории реальных людей он теперь считал намного важнее и интереснее, чем рассказы о рок-музыкантах. В ноябре Джон отправился в Букингемский дворец получать Орден Британской Империи. Здесь он настоял, чтобы к нему обращались как к Джону Рэйвенскрофту. Тем не менее, в королевских списках и в истории он так и остался: John Peel, OBE.
На празднике, посвящённом 60-летию Пила выступили его любимая группа всех времен The Fall, а также Cinerama и Дэйв Кларк. Дэмиан О’Нил из The Undertones преподнес юбиляру помещённый в рамку листок с первым рукописным наброском «Teenage Kicks», его любимой песни.
В последние годы жизни Джон получил множество наград. Один только еженедельник Melody Maker признавал его диджеем года (DJ Of The Year) 11 раз. В 1993 году он получил Sony Award (Broadcaster Of The Year), в 1994 — «Богоподобного гения» (Godlike Genius Award) от NME. В 2002 году Пил был торжественно введен в Radio Academy’s Hall Of Fame.
Побывав в Новой Зеландии, Пил обрел вкус к дальним путешествиям и получил свою колонку путевых заметок в газете Daily Telegraph. В 2003 году программу Пила на Radio 1 снова перевели на более позднее время. Рейтинги оставались высокими, но сам он начал говорить об усталости — тем более, добавились заботы о внуке Арчи.

Пил всегда с юмором рассуждал о своей будущей смерти. Однажды он заметил:
Я всегда представлял себе, что умру, врезавшись сзади в грузовик, безуспешно пытаясь разобрать название группы на кассете. Все начнут говорить: «Он всегда мечтал о такой смерти!». Так вот, я хочу, чтобы вы заранее знали: это неправда. Оригинальный текст (англ.)I've always imagined I'd die by driving into the back of a truck while trying to read the name on a cassette, and people would say, 'he would have wanted to go that way.' Well, I want them to know that I wouldn't.
Джон Пил умер 25 октября 2004 года в возрасте 65 лет от сердечного приступа. Это произошло во время отпуска в перуанском городе Куско. Смерть была мгновенной: последние мгновения жизни рядом с ним была Шейла, «любовь всей его жизни». Множество музыкантов воздали должное человеку, который на протяжении трёх десятилетий формировал вкусы аудитории, искавшей себе музыку за пределами мейнстрима. Одним из первых, кто прислал телеграмму соболезнования, был его давний постоянный слушатель, британский премьер Тони Блэр. «Без него жизнь стала не такой сладкой, мысль о смерти — не такой горькой», — констатировал Найджел Блэквелл, лидер Half Man Half Biscuit.
В октябре 2005 года была опубликована автобиография Пила «Margrave of the Marshes», начатая Пилом и законченная его женой Шейлой, детьми и журналистом Джоном Гилби. У Джона и Шейлы четверо детей; один из них, Том Рэйвенскрофт, — популярный диджей BBC Radio 6.

## Peel Sessions
Радиосессии Джона Пила (англ. Peel Sessions) были важной частью его передач. Джон Пил приглашал музыкантов в студию, где они исполняли свои наиболее новые композиции, часто ещё не вышедшие на пластинках. Множество записей с этих радиосессий были позже официально изданы на лейбле Strange Fruit.